# عشق در مهتاب
عشق در مهتاب (انگلیسی: Love in the Moonlight; کره‌ای: 구르미 그린 달빛) یک مجموعهٔ تلویزیونی کره جنوبی با بازی پارک بو گوم و کیم یو جونگ و جونگ جین یونگ، چه سو بین و کواک دونگ یون است. این مجموعه یک داستان بلوغ و جوانی عاشقانه واقع شده در قرن نوزدهم دوران چوسان برپایهٔ وب ناول مهتاب نقاشی‌شده با ابرها است که اولین بار در سال ۲۰۱۳ در ناور منتشر شد و در نهایت به عنوان یک مجموعه کتاب ۵ قسمتی در سال ۲۰۱۵ منتشر شد. این مجموعه از ۲۲ اوت تا ۱۸ اکتبر ۲۰۱۶، روزهای دوشنبه و سه‌شنبه ساعت ۲۲:۰۰ (کی‌اس‌تی) برای ۱۸ قسمت از کی‌بی‌اس۲ روی آنتن رفت.

## خلاصه داستان
داستان این مجموعه دربارهٔ رشد ولیعهد لی یونگ (پارک بو گوم) از یک پسر به پادشاه و رابطهٔ غیر محتمل او با خواجه هونگ را اون (کیم یو جونگ) است.

## بازیگران

### اصلی
- پارک بو گوم در نقش لی یونگ[۲][۳]
  - جونگ یون سوک در نقش جوانی لی یونگ
- کیم یو جونگ در نقش هونگ را اون/هونگ سام نوم[۴][۵]
  - کیم جی یونگ در نقش جوانی را اون
- جونگ جین یونگ در نقش کیم یون سونگ
  - لی هیو جه در نقش جوانی کیم یون سونگ
- چه سو بین در نقش جو ها یون
- کواک دونگ یون در نقش کیم بیونگ یون
  - نو کانگ مین در نقش جوانی کیم بیونگ یون

### مکمل
خانواده سلطنتی
- کیم سونگ سو در نقش پادشاه
- سو جونگ یون در نقش ملکه یون
- جون می سون در نقش پارک سوک یی
- جونگ هه سونگ در نقش پرنسس میونگ‌اون
- هو جونگ اون در نقش پرنسس یونگ‌گون، دختر بانو پارک
- کیم جین یی

## تولید

### توسعه و بازیگران
در دسامبر ۲۰۱۵، کی‌بی‌اس مدیا گزارش کرد که آنها یک اثر اقتباسی از رمانی محبوب به نام مهتاب نقاشی شده با ابرها به نویسندگی یون یی سو تولید خواهند کرد. پارک بو گوم در فوریه ۲۰۱۶ و کیم یو جونگ در آوریل به این پروژه پیوستند. اولین جلسهٔ فیلمنامه خوانی در یوئیدو، سئول، در ۲۶ مه ۲۰۱۶ انجام شد و فیلم‌برداری در اوایل ژوئن آغاز شد.
عشق در مهتاب دومین همکاری کارگردان کیم سونگ-یون و نویسنده‌ها کیم مین-جونگ و ایم یه-جین است که پیش از این در تو کیستی: مدرسه ۲۰۱۵ همکاری کرده بودند و همچنین همکاری کارگردان کیم سونگ-یون و سینماتوگراف کیم شی-هیونگ و مدیر موسیقی گِمی پس از همکاری در نسل خورشید (۲۰۱۶) است.